# Route nationale 23
Die Route nationale 23, kurz N 23 oder RN 23, war eine französische Nationalstraße.
Die Straßennummer wurde im Jahr 1824 erstmals in das Nationalstraßennetz aufgenommen.
Bis 1973 führte der Streckenverlauf von Chartres bis nach Paimbœuf.
Ab 1973 wurde die Straße verkürzt und führt nur bis Nantes.
Im Jahr 2006 wurde der komplette Streckenverlauf der Nationalstraße zwischen Chartres und Nantes deklassiert.
Die Nationalstraße 23 verlief auf dem Streckenverlauf der ehemaligen Route impériale 26 zurück.

## N 23b
Die N 23B war ein Seitenast der Nationalstraße 23.
Der Seitenast wurde im Jahr 1958 in das Nationalstraßennetz aufgenommen. Die Strecke führte in Nantes zum Flughafen Nantes-Atlantique.
Die Straße wurde 1973 zur Departementsstraße 823 herabgestuft.

## N123
Die 1978 festgelegte N123 ist im Gegensatz zu der von 1824 bis 1949 existierenden ein Seitenast der N23, der als Südumgehung von Chartres festgelegt wurde. Es handelt sich bei ihr um die vorherige N10D. Sie verläuft von der D923 (bis 2006 N23) westlich von Chartres in Fortsetzung zur N1154 bis zur östlich einfallenden D910 (bis 2006 N10). Ihre Länge betrug zunächst 11,5 Kilometer. 2006 wurde der südöstliche Abschnitt zwischen der D910 und N154 zusammen mit der N10 und N23 abgestuft, sodass sie heute nur noch die N154 und N1154 als Teil der ersten Variante des Grand contournement de Paris verbindet. Ihre heutige Länge beträgt 8 Kilometer. Ihre komplette Abstufung wird erfolgen, sobald die A154 als Ostumgehung in Betrieb gehen wird.